# Megalofrea decorsei
Megalofrea decorsei är en skalbaggsart som först beskrevs av Leon Fairmaire 1901.  Megalofrea decorsei ingår i släktet Megalofrea och familjen långhorningar.
Artens utbredningsområde är Madagaskar. Inga underarter finns listade i Catalogue of Life.